# Waxworks
Waxworks — компьютерная игра 1992 года в жанре квест, также характеризуется как Dungeon Сrawl RPG от первого лица. Первоначально была выпущена под Amiga, но позже была портирована под DOS. Это была последняя игра компании Horrorsoft, после которой разработчики сменили своё название на Adventure Soft и положили начало серии игр Simon the Sorcerer. Игра стала популярной благодаря большому количеству натуралистичных сцен насилия (не считая кадров жестокости с другими персонажами, она насчитывает несколько десятков способов смерти главного героя, каждый из которых реалистично отображается в игровом окне) и своеобразным стилем геймплея - многие из головоломок и игровых ситуаций проходятся методом проб и ошибок, являющихся поводом для показа очередной жестокой сцены смерти героя, и уже после очередного проигрыша игрок должен был запоминать местонахождение ловушки, в которую он попал, чтобы обойти или обезвредить её. Waxworks была одной из первых игр, использующих данный принцип, и впоследствии её сочетание непредсказуемости и расчленёнки повлияло на такие игры, как Demonophobia и Limbo

## Сюжет
Главный герой (Адам) получает в наследство от покойного дядюшки Бориса музей восковых фигур, а также загадочный хрустальный шар. Этот предмет оказывается волшебным: дядя налаживает с главным героем контакт с того света через шар и рассказывает, что ему срочно необходимо остановить зловещее семейное проклятие.
Родословная главного героя уходит далеко во времена Древнего Египта. В те времена в роду появились два брата-близнеца, одного из которых проклял злодей-фараон, чтобы тот стал абсолютным негодяем. Гораздо позже, в эпоху средневековья, ведьма по имени Иксона украла у другого далёкого предка главного героя курицу, за что, по тогдашним законам, он прилюдно отрубил ей руку. В отместку ведьма, знавшая об инциденте в Древнем Египте, решила вернуть проклятие к жизни. С тех пор всякий раз, когда в семействе будут появляться близнецы, один из них начнет служить Вельзевулу и станет злодеем. Эта же участь вскоре должна постигнуть и Алекса, брата-близнеца главного героя.
Борис полагает, что единственный способ остановить проклятие – это отправиться назад во времени, в четыре эпохи, когда из близнецов, рождавшихся в семействе, один становился наиболее злобным. Для этого он создал мистические восковые диорамы, с помощью которых главный герой может пережить события с точки зрения своих предков, чтобы найти и убить каждого злого близнеца:
- Действие первой диорамы происходит в Древнем Египте, в годы жизни первого злого близнеца в роду. Он служит верховным жрецом Анубиса и каждый год совершает ритуальное жертвоприношение в его честь, для чего выбирается дева из знатного рода. В этот раз такой девой стала возлюбленная доброго близнеца – царевна, похищенная тайно накануне их свадьбы; главный герой должен спасти её из пирамиды, начинённой ловушками, и убить злого брата;
- Вторая диорама переносит действие в Лондон викторианской эпохи, где орудует Джек-потрошитель – он и является злым близнецом. По истории игры оказывается, что убийства Джека происходили с мотивом жертвоприношений женщин Вельзевулу. Главный герой, описанный по сюжету диорамы как «таинственный незнакомец», появляется ночью в районе Уайтчепел прямо перед очередной жертвой Джека; убийцу разыскивает полиция, чтобы судить и повесить, а также разъярённая толпа, которая готова линчевать его на месте. Поскольку главный герой похож на злого близнеца как две капли воды, ему следует скрываться от преследователей, разыскать и лично прикончить Джека;
- Третья диорама описывает события на кладбище, на котором очередной злой близнец, Владимир, занимается некромантией. Владимир, увлеченный историей своей семьи, решил досадить уже всем добрым близнецам своего рода, для чего откопал их трупы и заточил в трупах их души, чтобы помешать своим добрым предкам найти вечный покой на том свете. В процессе своих экспериментов он поднял целую армию других оживших мертвецов, с которыми хотел начать захват власти. Победить Владимира не так-то просто: злой близнец сам стал нежитью, и теперь оружие его не берет. Здесь главный герой играет роль гробокопателя, заглянувшего на кладбище, чтобы забрать свою лопату. Ему придется освободить души своих родственников, которые вместе с дядей Борисом создадут заклинание, способное обратить вспять жизнь Владимира и превратить его в беспомощного младенца; в итоге главный герой бросит его среди его же голодной армии мертвецов;
- Четвертая диорама перемещает главного героя в заброшенную шахту, очевидно, времен XX века. Там оказался последний злой близнец: попросив у Вельзевула сверхсил, он получает рецепт эликсира, с помощью которого люди начинают подчиняться его воле, а впоследствии превращаются в опасных ядовитых мутантов, похожих на растения. Близнец собрал вокруг себя культ личности и принялся раздавать своим последователям эликсир, но когда результаты его экспериментов уже стало невозможно скрывать от общества, культ сбежал в старую шахту и продолжил расти в числе, похищая жителей местных деревень и насильно накачивая их эликсиром. Сам же злой близнец разросся до такого состояния, что заполнил всё вокруг. В этот раз главный герой играет роль инспектора по безопасности, отправившегося изучать шахту; ему предстоит спасти выживших пленников брата, с их помощью заминировать шахту и взорвать ее, засыпав камнями и злодея, и всех его подручных.

После успешного устранения злых предков Борис передает главному герою со своим бывшим дворецким имущество близнецов – амулет жреца, нож Джека-потрошителя, кольцо некроманта и флакон яда; Борис не решился сразу отдавать их племяннику, поскольку был уверен, что зло, ранее напитывавшее их, могло бы навсегда его осквернить. Теперь главному герою предстоит отправиться в последнюю временную эпоху и найти саму ведьму Иксону. Явившись в тот момент, когда ведьме уже были готовы отрубить руку, главный герой успевает отвлечь ее и убить; ход истории оказывается изменен, и никакого проклятия на семье больше не лежит.
По окончании игры главный герой находит Алекса в музее без сознания. Очнувшись, тот вспоминает, что видел во сне гибель Иксоны, и что перед смертью она будто бы прокляла главного героя, превратив того в демона. Выясняется, что злым братом был именно Адам, а не Алекс, т.е. главный герой своими действиями заранее очистил себя от действия проклятия. Братья уходят из музея.

## Геймплей
Игрок передвигается по коридорам и с помощью стандартного point-and-click интерфейса поднимает различные предметы, разгадывает головоломки и сражается с ужасными существами вроде зомби и мутантов. Во время битв игрок может наносить удары в определенные части тела, например, в плечо или в голову.
Как и в любой RPG, в Waxworks также есть очки опыта. Их игрок зарабатывает, передвигаясь по подземельям (1 очко опыта за одну новую клетку), подбирая предметы, решая загадки и сражаясь с монстрами. После прохождения каждого уровня все накопленные очки опыта, оружие и неиспользованные предметы исчезают и новую диораму приходится проходить с нуля.

## Движок
Игра написана на движке AGOS. Это переработанная версия движка Abermud 5.

## Отзывы
В 1993 году в журнале Dragon №192 в разделе The Role of Computers корреспонденты Хартли, Патрисия и Кирк Лессер опубликовали обзор Waxworks. Игре они поставили 5 звезд из 5 возможных.
В том же 1993 году в журнале Dragon №197 в разделе Eye of the Monitor корреспондент Сэнди Петерсен также опубликовал свой обзор этой игры и поставил ей 3 звезды из 5 возможных.
В целом, версия для Amiga критикам понравилась. Они оценили атмосферу игры и качество загадок. Несмотря на то, что большинство рецензентов была в восторге от геймплея, некоторые посчитали его чересчур сложным. Также была отмечена плохая графика и чересчур запутанные лабиринты.